# Records de Thaïlande d'athlétisme
Les records d'athlétisme de Thaïlande sont ceux enregistrés par la Fédération d'athlétisme de ce pays.

## Plein air

### Hommes
| Épreuve              | Record | Athlète                                                                        | Date              | Compétition               | Lieu                  | Réf.  |
| -------------------- | --- | ------------------------------------------------------------------------------ | ----------------- | ------------------------- | --------------------- | ----- |
| 100 m                | 10 s 06 (+1,4 m/s) | Puripol Boonson                                                                | 30 septembre 2023 | Jeux asiatiques de 2022   | Hangzhou              |       |
| 200 m                | 20 s 19 (+1,7 m/s) | Puripol Boonson                                                                | 26 juin 2022      | XXXII Qosanov Memorial    | Almaty                |       |
| 400 m                | 45 s 91 | Sarawut Nuansi                                                                 | 26 octobre 2024   | Gymnasiades               | Manama                | [ 1 ] |
| 800 m                | 1 min 48 s 18 | Joshua Atkinson                                                                | 2 octobre 2023    | Jeux asiatiques           | Hangzhou              | [ 2 ] |
| 1500 m               | 3 min 36 s 16 | Kieran Tuntivate                                                               | 31 mai 2024       | The HBCU Pro Classic      | Atlanta               |       |
| 3 000 m              | 7 min 48 s 24 | Kieran Tuntivate                                                               | 6 février 2021    | Prickly Pear Invitational | Phoenix               |       |
| 5 000 m              | 13 min 15 s 67 | Kieran Tuntivate                                                               | 15 juillet 2023   | Night of Athletics        | Heusden-Zolder        |       |
| 10 000 m             | 27 min 17 s 14 | Kieran Tuntivate                                                               | 20 février 2021   | The Ten                   | San Juan Capistrano   | [ 3 ] |
| Semi-marathon        | 1 h 07 min 09 s | Nattawut Innum                                                                 | 27 février 2022   |                           | Bangkok               |       |
| Marathon             | 2 h 16 min 56 s | Tony Ah-Thit Payne                                                             | 28 octobre 2018   | Marathon de Francfort     | Francfort             |       |
| 110 m haies          | 13 s 61 (+0,4 m/s) | Jamras Rittidet                                                                | 30 septembre 2014 | Jeux asiatiques           | Incheon               | [ 4 ] |
| 400 m haies          | 49 s 76 | Chanond Keanchan                                                               | 12 décembre 1995  | Jeux d'Asie du Sud-Est    | Chiang Mai, Thaïlande |       |
| 3 000 m steeple      | 8:52.47 | Jirasak Sutthichart                                                            | 8 décembre 2003   | Jeux d'Asie du Sud-Est    | Hanoi, Viêt Nam       |       |
| Saut en hauteur      | 2,27 m | Tawan Kaeodem                                                                  | 12 mai 2023       | Jeux d'Asie du Sud-Est    | Phnom Penh            |       |
| Saut à la perche     | 5,61 m | Patsapong Amsam-Ang                                                            | 22 décembre 2021  | Asian Games Trials        | Bangkok               |       |
| Saut en longueur     | 8,05 m (+1,3 m/s) | Supanara Sukhasvasti                                                           | 10 juillet 2011   | Championnats d'Asie       | Kōbe, Japon           | ,     |
| Triple saut          | 16,66 m (+2,0 m/s) | Nattaporn Nomkanha                                                             | 21 mai 2002       |                           | Bangkok, Thaïlande    |       |
| Lancer du poids      | 18,20 m | Chatchawal Polyemg                                                             | 28 avril 2009     |                           | Bangkok, Thaïlande    |       |
| Lancer du disque     | 55,71 m | Vansavang Savatdee                                                             | 7 décembre 2003   | Jeux d'Asie du Sud-Est    | Hanoi, Viêt Nam       |       |
| Lancer du marteau    | 68,00 m | Kittipong Boonmawan                                                            | 13 décembre 2020  | Championnats de Thaïlande | Bangkok               |       |
| Lancer du javelot    | 76,98 m | Peerachet Jantra                                                               | 3 septembre 2016  |                           | Mokpo                 |       |
| Décathlon            | 7 809 pts | Sutthisak Singkhon                                                             | 25-26 août 2018   | Jeux asiatiques           | Jakarta               |       |
| Décathlon            | 10 s 85 (+1,5 m/s) (100 m), 7,54 m (-0,2 m/s) (longueur), 13,71 m (poids), 2,00 m (hauteur), 48 s 49 (400 m) / 14 s 88 (-0,8 m/s) (110 m hurdles), 44,42 m (disque), 4,20 m (perche), 57,07 m (javelot), 4 min 55 s 89 (1 500 m) |                                                                                |                   |                           |                       |       |
| 20 km marche (route) | 1 h 29 min 40 s | Sakchai Samothkao                                                              | 22 septembre 2003 | Championnats d'Asie       | Manille               |       |
| 50 km marche (route) | 4 h 32 min 40 s | Sakchai Samothkao                                                              | 16 octobre 1997   | Jeux d'Asie du Sud-Est    | Jakarta, Indonésie    |       |
| 4 × 100 m            | 38 s 55 | Thaïlande Natawat Iamudom Soraoat Dapbang Chayut Khongprasit Puripol Boonson   | 12 juillet 2023   | Championnats d'Asie       | Bangkok               |       |
| 4 × 400 m            | 3 min 4 s 23 | Thaïlande Sarawut Nuansri Thawatchai Heem-ead Jirayu Pleenaram Joshua Atkinson | 4 octobre 2023    | Jeux asiatiques           | Hangzhou              |       |

### Femmes
| Épreuve              | Record | Athlète                                                                                  | Date              | Compétition            | Lieu              | Réf.   |
| -------------------- | --- | ---------------------------------------------------------------------------------------- | ----------------- | ---------------------- | ----------------- | ------ |
| 100 m                | 11 s 33 (0,0 m/s) | Supavadee Khawpeag                                                                       | 12 septembre 2001 | Jeux d'Asie du Sud-Est | Kuala Lumpur      | [ 7 ]  |
| 200 m                | 23 s 30 (-0,1 m/s) | Supavadee Khawpeag                                                                       | 15 septembre 2001 | Jeux d'Asie du Sud-Est | Kuala Lumpur      | [ 7 ]  |
| 400 m                | 52 s 60 | Noodang Phimphoo                                                                         | 14 juin 1993      | Jeux d'Asie du Sud-Est | Singapour         | [ 7 ]  |
| 800 m                | 2 min 03 s 46 | Sasithorn Chantanuhong                                                                   | 26 septembre 1985 | Championnats d'Asie    | Jakarta           | [ 8 ]  |
| 1 500 m              | 4 min 22 s 58 | Sasithorn Chantanuhong                                                                   | 10 décembre 1985  | Jeux d'Asie du Sud-Est | Bangkok           | [ 7 ]  |
| 3 000 m              | 10 min 04 s 41 | Saifon Piawong                                                                           | 16 juin 1996      |                        | Jakarta           |        |
| 5 000 m              | 17 min 09 s 59 | Patcharee Chaitongsri                                                                    | 10 décembre 2003  | Jeux d'Asie du Sud-Est | Hanoi             |        |
| 10 000 m             | 34 min 46 s 61 | Jane Vongvorachoti                                                                       | 25 avril 2013     |                        | Philadelphie      |        |
| Semi-marathon        | 1 h 15 min 24 s | Jane Vongvorachoti                                                                       | 19 janvier 2014   |                        | Houston           | [ 9 ]  |
| Marathon             | 2 h 40 min 40 s | Jane Vongvorachoti                                                                       | 28 avril 2019     | Marathon de Chicago    | Chicago           |        |
| 100 m haies          | 12 s 83 (+1,9 m/s) | Trecia Roberts                                                                           | 27 août 1999      | Championnats du monde  | Séville           |        |
| 400 m haies          | 56 s 25 | Reawadee Watanasin                                                                       | 14 octobre 1994   | Jeux asiatiques        | Hiroshima         |        |
| 3 000 m steeple      | 11 min 15 s 94 | Sonthiya Saiwaew                                                                         | 7 mars 2012       |                        | Khon Kaen         |        |
| Saut en hauteur      | 1,94 m | Noengrothai Chaipetch                                                                    | 14 décembre 2009  | Jeux d'Asie du Sud-Est | Vientiane         |        |
| Saut à la perche     | 4,30 m | Chayanisa Chomchuendee                                                                   | 23 avril 2018     | Jeux asiatiques        | Jakarta           |        |
| Saut en longueur     | 6,41 m (+0,7 m/s) | Parinya Chuaimaroeng                                                                     | 4 mai 2018        |                        | Bangkok           |        |
| Triple saut          | 14,17 m (+1,0 m/s) | Parinya Chuaimaroeng                                                                     | 25 mai 2018       |                        | Taipei            |        |
| Lancer du poids      | 18,24 m | Juthaporn Krasaeyan                                                                      | 15 décembre 1998  | Jeux asiatiques        | Bangkok           | [ 10 ] |
| Lancer du disque     | 61,97 m | Subenrat Insaeng                                                                         | 19 juillet 2018   |                        | Kolín             |        |
| Lancer du marteau    | 62,49 m | Mingkamol Kumphol                                                                        | 19 juillet 2018   |                        | Kolín             |        |
| Lancer du javelot    | 61,40 m | Buoban Phamang                                                                           | 14 août 2007      | Universiades           | Bangkok           |        |
| Heptathlon           | 5 889 pts | Wassanee Winatho                                                                         | 11 décembre 2007  | Jeux d'Asie du Sud-Est | Nakhon Ratchasima |        |
| Heptathlon           | 13 s 97 (-0,2 m/s) (100 m haies), 1,79 m (hauteur), 11,82 m (poids), 24 s 74 (0,0 m/s) (200 m) / 6,30 m (0,0 m/s) (longueur), 34,90 m (javelot), 2 min 16 s 85 (800 m) |                                                                                          |                   |                        |                   |        |
| 20 km marche (route) | 1 h 44 min 46 s | Tanaphon Assawawongcharoen                                                               | 15 décembre 2013  | Jeux d'Asie du Sud-Est | Naypyidaw         |        |
| 4 × 100 m            | 43 s 38 | Équipe nationale Sangwan Jaksunin Nongnuch Sanrat Orranut Klomdee Jutamass Thavoncharoen | 26 juin 2008      |                        | Nakhon Ratchasima |        |
| 4 × 400 m            | 3 min 33 s 16 | Équipe nationale Pornpan Hoemhuk Atchima Eng-Chuan Karat Srimuang Treewadee Yongphan     | 2 octobre 2014    | Jeux asiatiques        | Incheon           |        |